# Tetris 2
Tetris 2 je hra pro počítače Sinclair ZX Spectrum a kompatibilní (například Didaktik). Jedná se o hru českého původu. Autorem hry je František Fuka. Vydavatelem hry byla společnost Ultrasoft, která hru vydala v roce 1990.
Hra je variantou hry Tetris. Hra má dva herní režimy, klasický herní režim, kdy je jediným úkolem nezaplnit celou herní plochu, a herní režim, kde hráč plní zadané úkoly. V druhém herním režimu je hra rozdělena do 99 kol, každé kolo má svůj konkrétní úkol. Těmito úkoly jsou např. dosažení požadovaného počtu bodů, vydržet hrát po stanovený čas nebo zbourat předvyplněné cihličky.
Hru mohou současně hrát dva hráči, každý z hráčů má své vlastní pole. Je zde také možnost volby mezi pouze 7 klasickými tvary padajících tetromin nebo 14 tvary, kdy 7 přidaných tvarů je nespojitých.
Tetris 2 pro ZX Spectrum byl inspirací pro vznik podobné hry Tetris II pro Atari ST, která umožňuje současnou hru dvou hráčů v jednom hracím poli. Hrou se inspiroval také autor Tetrisu 3.
Hra Tetris 2 se dostala do projektu 50 nejlepších her pro ZX Spectrum.